# Starzenice
Starzenice – wieś w Polsce położona w województwie łódzkim, w powiecie wieluńskim, w gminie Wieluń.
Wieś kapituły katedralnej gnieźnieńskiej w powiecie wieluńskim województwa sieradzkiego w końcu XVI wieku. Do 1953 roku istniała gmina Starzenice. W latach 1975–1998 miejscowość administracyjnie należała do województwa sieradzkiego.

## Historia
Pierwsza wzmianka o miejscowości pochodzi z 1395. Dawniej była to wioska szlachecka, własność rozrodzonego w województwie sieradzkim rodu Łubieńskich. Po istniejącym tu jeszcze w latach 80. XX w. murowanym dworku nie ma już śladu. Pozostały jedynie resztki parku z aleją lipową liczącą ponad 50 drzew.

## Znane osoby blisko związane ze Starzenicami
Urodził się tu Ignacy Kozielewski (1882–1964), twórca hymnu harcerskiego. Jego ojciec – Sebastian pod koniec XIX w. był zatrudniony w majątku Starzenice jako ogrodnik. Ok. 1884 r. rodzice Kozielewskiego przenieśli się do niedalekiego Ruśca.